# Edward Bolton King
Edward Bolton King (15 juillet 1800 - 23 mars 1878)  est un homme politique whig britannique d'Umberslade à Nuthurst, Warwickshire.

## Famille
King est le fils d'Edward King, vice-chancelier du comté palatin de Lancastre, et le petit-fils du révérend James King, doyen de Raphoe. Il est le neveu du capitaine James King, qui accompagne James Cook lors de son dernier voyage autour du monde, le révérend Walker King, évêque de Rochester et de John King, sous-secrétaire d'État au ministère de l'Intérieur et maître-espion de Pitt pendant la Révolution française. En 1803, il hérite d'une fortune de son grand-oncle, Edward Bolton, de Preston, Lancashire et Askham Hall, Westmoreland. Il fait ses études au Corpus Christi College d'Oxford et à Lincoln's Inn.
En 1826, il achète le domaine Umberslade dans le Warwickshire à Sarah Amherst pour 75 000 £. La maison n'a pas été habitée depuis la mort du dernier Lord Archer, et King doit donc dépenser environ 13 000 £ en réparations. En 1834, il reconstruit l'ancienne chapelle de Nuthurst, près de Hockley Heath et fournit également une école et un terrain pour une église à Hockley Heath même. En 1846, il loue Umberslade et s'installe dans la maison que son beau-père vient de reconstruire à Chadshunt. En 1858, il vend le domaine d'Umberslade à George Frederick Muntz, fils de l'industriel polonais George Muntz.
En 1828, King épouse Georgiana (décédée en 1858), la fille cadette et éventuelle héritière de Robert Knight de Barrells, Warwickshire, dont il a un fils survivant et six filles. En 1859, il épouse Louisa Palmer, dont il a un autre fils et deux filles.

## Carrière
King est haut shérif du Warwickshire en 1830  et aux élections générales de 1831, il est élu député de Warwick . Il est réélu en 1832 et 1835  mais est battu aux élections générales de 1837 ,.
Après sa défaite, il devient un membre important de l'Association pour la protection de l'agriculture du Warwickshire et se présente (sans succès) contre le candidat peelite aux élections générales de 1847. Aux élections générales de 1857, il est réélu sans opposition comme l'un des deux députés du South Warwickshire . Le processus de nomination a lieu au Shire Hall de Warwick, où King est nommé par Sir Francis Shuckburgh, qui décrit King comme "pas radical mais un conservateur whig" . Dans son discours d'acceptation, King déclare qu'il s'est engagé à être indépendant de tous les partis politiques, mais qu'il soutiendrait Lord Palmerston (le Premier ministre), qui, selon lui, mérite d'être félicité pour la conclusion satisfaisante de la guerre de Crimée . Il ne reste que deux ans comme député du South Warwickshire et ne se présente pas aux élections générales de 1859 . Il est ensuite président de l'Association libérale du sud du Warwickshire.
King est décédé le 23 mars 1878, à l'âge de 77 ans . Son testament, daté du 24 novembre 1876, prévoit de généreuses dispositions pour sa seconde épouse et ses enfants par elle, mais laisse la majeure partie du reste de sa succession engagée  à son fils unique issu de son premier mariage, Edward Raleigh King. Sa succession est évaluée à moins de 80 000 £.